# Marjolijn Uitzinger
Marjolijn Uitzinger (Amsterdam, 23 november 1947) is een Nederlandse journaliste, voormalig presentatrice en schrijfster.

## Carrière
Marjolijn Uitzinger begon haar loopbaan in de parlementaire journalistiek. Nadat zij voor de Volkskrant en Het Vrije Volk had gewerkt, werd ze woordvoerder bij het ministerie van VROM. Vervolgens werkte ze voor diverse omroepen als radio- en televisiepresentator. Zo was ze geruime tijd verbonden aan het VARA-programma In de Rooie Haan en werkte ze van 1990 tot 2006 voor de AVRO en de NOS, onder andere als presentator van het radioprogramma Met het Oog op Morgen en vrijwel alle AVRO-programma´s op Radio 1. Sindsdien is ze actief als dagvoorzitter en discussieleider. Sinds 2006  woont zij in Berlijn.
In 2012 schreef Uitzinger de thriller Een fatale primeur, die zich afspeelt in Berlijn. Dit boek werd gevolgd door meerdere Berlijnse thrillers, waaronder: Citytrip Berlijn (2013) en De huisgenoot (2014). Dit laatste boek werd genomineerd voor de Gouden Strop 2015 (shortlist). In 2016 volgde De partijgenoot, genomineerd voor de Diamanten Kogel (shortlist) en  de Gouden Strop (longlist). In 2018 verscheen Verloren in Berlijn, genomineerd voor de Gouden Strop (longlist). In haar misdaadromans verwerkt Uitzinger de Duitse geschiedenis en de couleur locale van Berlijn.
Uitzinger was gehuwd met de in 2002 overleden CDA-politicus Gerrit Brokx.

## Boeken (selectie)
- Marjolijn Uitzinger: Verloren in Berlijn. Breda, Uitgeverij De Geus, 2018. ISBN 9789044541465
- Marjolijn Uitzinger: De partijgenoot. Breda, Uitgeverij De Geus, 2016. ISBN 9789044536683
- Marjolijn Uitzinger: De huisgenoot. Breda, Uitgeverij De Geus, 2014. ISBN 9789044533682
- Marjolijn Uitzinger & Margriet Brandsma: Na de Muur. Oog in oog met het nieuwe Duitsland. e-book. Breda, Uitgeverij De Geus, 2014. ISBN 9789044530391
- Marjolijn Uitzinger: Citytrip Berlijn. Breda, Uitgeverij De Geus, 2013. ISBN 9789044526066
- Marjolijn Uitzinger: Een fatale primeur. Breda, Uitgeverij De Geus, 2012. ISBN 9789044523683
- Margriet Brandsma & Marjolijn Uitzinger: Na de muur. Oog in oog met het nieuwe Duitsland, Amsterdam, Uitgeverij Balans, 2009. ISBN 9789460031809
- Laurens Jan Brinkhorst & Marjolijn Uitzinger: Een Europeaan in Japan, Amsterdam, Sijthoff, 1987. ISBN 9021837838